# Maciej Stobiecki
Maciej Stobiecki – polski chemik i biochemik, pracownik naukowy Instytutu Chemii Bioorganicznej PAN, gdzie kieruje Zakładem Biochemii Produktów Naturalnych, a także pełnił funkcję zastępcy dyrektora ds. naukowych. Członek Komitetu Biotechnologii Polskiej Akademii Nauk. Specjalizuje się w proteomice i metabolomice.

## Życiorys
W 1998 r. uzyskał stopień doktora habilitowanego nauk chemicznych w Instytucie Chemii Bioorganicznej PAN na podstawie pracy pt. Identyfikacja roślinnych związków fenolowych metodami spektrometrii masowej. W roku 2005 nadano mu tytuł profesora nauk chemicznych. Do 2019 r. wypromował 6 doktorów.

### Odznaczenia i wyróżnienia
Odznaczony Krzyżem Kawalerskim Orderu Odrodzenia Polski (2013).